# Europäischer Sozialfonds Plus
Der Europäische Sozialfonds Plus (ESF+), einer der fünf Europäischen Struktur- und Investitionsfonds, ist das wichtigste arbeitsmarktpolitische Instrument der Europäischen Union zur Förderung der Beschäftigung und sozialer Integration seiner Bürger in Europa. Er fördert Maßnahmen zur Vermeidung und Bekämpfung von Arbeitslosigkeit; er verbessert die Beschäftigungschancen durch Ausbildung und Qualifizierung und er trägt zum Abbau von Benachteiligungen auf dem Arbeitsmarkt bei. Der ESF möchte jedem Menschen die Chance geben, seine berufliche Zukunft in die Hand zu nehmen – auch unter schwierigen Umständen oder bei einem zweiten Anlauf. Jeder Bürger soll eine berufliche Perspektive erhalten. Hiervon profitieren insbesondere Arbeitslose und Arbeitsuchende, Schüler beim Übergang in Ausbildung und Beruf, Arbeitnehmer aber auch Existenzgründer sowie kleine und mittelständische Unternehmen. So haben fast 10 Millionen Europäer in der letzten Förderperiode 2007–2013 mit Hilfe des ESF einen Arbeitsplatz gefunden.
Außerdem hilft er den Mitgliedsstaaten gerade in einer globalisierten Wirtschaft, Arbeitsmarktentwicklungen vorausschauend aufzugreifen und bestmöglich zu steuern. Im Sinne der Nachhaltigkeit konzentriert sich der ESF auf besonders erfolgversprechende Projekte, um die Wirksamkeit der Maßnahme durch höhere finanzielle Zuwendungen zu steigern. Seine Förderkriterien richten sich dabei an den Veränderungen auf dem Arbeitsmarkt aus.
Besonderes Gewicht legt der ESF auf die Gleichbehandlung von Frauen und Männern, die Vermeidung jeglicher Art von Diskriminierung und die Nachhaltigkeit. Daher unterstützt der ESF diejenigen Menschen, die Gefahr laufen, aus dem Arbeitsmarkt ausgegrenzt zu werden, wie z. B. benachteiligte junge Menschen, Langzeitarbeitslose sowie Migranten.
Der ESF ist jedoch keine Arbeitsvermittlung und schreibt daher auch keine Stellen aus. Vielmehr fördert er EU-weit Zehntausende arbeitsmarktbezogene Projekte, die direkt vor Ort Wirkung entfalten.
Der ESF ist der älteste der fünf europäischen Struktur- und Investitionsfonds (ESI-Fonds) der EU, die ab 2014 unter einem gemeinsamen strategischen Rahmen zusammengefasst werden und einander ergänzende Ziele verfolgen. Sie werden zur Verbesserung des sozialen Zusammenhalts und der wirtschaftlichen Entwicklung in den Regionen der Union eingesetzt. Die ESI-Fonds sind Instrumente zur Umverteilung von Finanzmitteln, die insbesondere in den weniger entwickelten Regionen eingesetzt werden, um den Zusammenhalt innerhalb Europas zu fördern. Das Ziel der ESF-Finanzierung ist die Schaffung neuer und qualitativ besserer Arbeitsplätze in der EU, was durch die Kofinanzierung nationaler, regionaler und lokaler Projekte erfolgt, die auf die Erhöhung der Beschäftigungsquote, die Verbesserung der Qualität der Arbeitsplätze und eine stärkere Integration auf dem Arbeitsmarkt in den Mitgliedstaaten und ihren Regionen abzielen.

## Geschichte
Der Europäische Sozialfonds hat in der Vergangenheit mehrfach inhaltliche und strukturelle Neuausrichtungen erfahren. Gegenwärtig befindet er sich in seiner achten Förderperiode 2014–2020.

### Erste Förderperiode: 1958–1971
Ausgleich zwischen den Mitgliedstaaten schaffen
Gegründet durch die Römischen Verträge am 25. März 1957 ist der Europäische Sozialfonds eines der ältesten Instrumente der Gemeinschaft. Damals war das Beschäftigungsniveau europaweit mit Ausnahme von Süditalien hoch. Der ESF hatte die Reduktion bzw. Beseitigung von Arbeitslosigkeit in den am stärksten betroffenen Regionen zum Ziel. Er förderte zum einen die Wiedereingliederung von Erwerbslosen, Unterbeschäftigten und Menschen mit Behinderung durch Umschulung und Beihilfen, zum anderen aber auch den beruflich bedingten Ortswechsel. Die am stärksten begünstigten Länder waren Italien bezüglich der Umsiedlungsförderung und Deutschland bezüglich der Umschulungsförderung. Der ESF leistete also schon früh einen Beitrag zur Arbeitsmigration in Europa. Die finanzielle Ausstattung betrug von 1961 bis 1972 etwa 420 Mio. Rechnungseinheiten. Das Konzept des ESF war das eines Ausgleichsfonds. Das heißt, die Länder führten Maßnahmen nach eigener Entscheidung durch und beantragten danach eine Rückerstattung (50 % Kostenübernahme) beim ESF. Bedingung dafür war eine erneute Beschäftigung spätestens sechs Monate nach Erhalt der Maßnahme. Eine Steuerung durch die Kommission gab es nicht, und auch die Zielgruppe war vergleichsweise beschränkt und schloss Jugendliche, Selbständige und Ausbildungslose nicht mit ein. Der frühe ESF wurde von einer marktaffinen Sichtweise und einer Weigerung der Übertragung von Zuständigkeiten an die Gemeinschaft bestimmt. Demnach würden die Mechanismen des Marktes von selbst Vollbeschäftigung und Lohnsteigerungen bewirken und die Aufgabe umfassender sozialer Sicherung sollte als wichtiges Merkmal der Nationalstaaten in deren Hand verbleiben. Der Fonds sollte darin nur eine Beschleunigung der qualifikatorischen Anpassung der Arbeitskräfte an den Markt bewirken.

### Zweite Förderperiode: 1972–1983
Anpassung an Umstrukturierungen fördern
Der Strukturwandel der 1970er Jahre führte zu einer steigenden Arbeitslosigkeit, besonders stark in einzelnen Branchen, bei gleichzeitigem Mangel an Fachkräften. So gingen zwischen 1974 und 1976 alleine in der Textilindustrie der EWG durchschnittlich 200.000 Arbeitsplätze pro Jahr verloren. Am stärksten von Arbeitslosigkeit betroffen waren Ältere, Jugendliche, Menschen mit Behinderung und Frauen. Aufgrund dieser Verschlechterung am Arbeitsmarkt sollte der ESF reformiert werden. Neben einer enormen Erhöhung der Fondssumme wurde bestimmt, dass Förderkriterien von der Gemeinschaft festgelegt werden, dass die Zielgruppen ausgeweitet werden und dass die förderfähigen Maßnahmen ebenso erweitert werden. Dies stärkte die Rolle der europäischen Gemeinschaft, aber verschachtelte die Förderschwerpunkte immens. In der Reform gab es verschiedene Interessenlagen. Die südeuropäischen Länder (inkl. Irland) standen für eine stärker regionale Ausrichtung (Förderung strukturschwacher Regionen), Frankreich trat für eine stärker personengruppen-orientierte Ausrichtung ein und andere Länder wie Deutschland und Dänemark versuchten einen Kompetenztransfer zur Gemeinschaft zu vermeiden. Das Ergebnis war ein Kompromiss, der sich in den vier Förderarten Bildungsmaßnahmen (ca. 90 % der Mittel), Ortswechsel, Zugangserleichterung zum Arbeitsmarkt für bestimmte Arbeitnehmer und Beschäftigungsförderung für Regionen niederschlug. Ab 1976 legte sich der Fokus des ESF auf die Bekämpfung der Jugendarbeitslosigkeit, die durch die Wirtschaftskrisen (Ölkrisen) der 70er Jahre anstieg.

### Dritte Förderperiode: 1984–1988
Weichenstellung für Strukturveränderungen
Krisenbedingt waren ab 1978 die Ausgaben des ESF für Jugendarbeitslosigkeit (besonders in Großbritannien) und Strukturbeihilfen für Regionen (besonders in Italien) stark gestiegen, wodurch der Fonds finanziell überfordert wurde. Hinzu kam die Erkenntnis, dass der Markt die Beschäftigung nicht zufriedenstellend selbst regulierte und die Tatsache, dass in der 1972er Reform bereits eine Revision des ESF für 1982 vorgesehen war. Wieder trat der Konflikt der Zielsetzung zwischen regionaler oder personengruppenbezogener Förderung auf, der erneut mit einem Kompromiss beendet wurde. Mit dem Europäischen Fonds für regionale Entwicklung (EFRE) existierte bereits seit 1975 ein Strukturfonds für regionale Förderung. Gefördert wurden Qualifizierungsmaßnahmen für das Erreichen dauerhafter Beschäftigungen, Beschäftigungsmöglichkeiten für Langzeitarbeitslose und Regionalförderung. Die vorrangig regionale Förderung erstreckte sich auf Grönland, Griechenland, die französischen Überseedepartements, Irland, das italienische Mezzogiorno, Nordirland und später (ab 1986) auch Spanien und Portugal. Außerdem wurden Modellvorhaben und innovative Maßnahmen mit einem Anteil von 10 % des Fonds finanziert. Diese zielten mehr auf die Förderung von Personengruppen ab. Ein Effekt der Regionalisierung der Mittelvergabe war die Notwendigkeit eines Gebietsverzeichnisses nach sozioökonomischen Kriterien. Die Förderregionen wurden nach der Arbeitslosenquote und dem BIP pro Kopf bestimmt.

### Vierte Förderperiode: 1989–1993
Engagement für wirtschaftlichen und sozialen Zusammenhalt stärken, benachteiligte Regionen unterstützen
In den 1980er Jahren waren Arbeitslosen- und Antragszahlen weiter gestiegen, aber auch institutionelle Änderungen der Europäischen Gemeinschaft machten eine Neuauflage des ESF notwendig. Die Einheitliche Europäische Akte (EEA) setzte unter anderem die Vollendung des Binnenmarktes für 1992 und die Verbesserung des wirtschaftlichen und sozialen Zusammenhaltes unter Nutzung der Strukturfonds fest. Die Strukturfonds sollten in einer gemeinsamen Gesamtreform erneuert werden. Die strukturschwächeren Länder hatten Bedenken gegenüber dem Binnenmarkt und forderten eine stärkere regionale Begünstigung über die Strukturfonds, was die Verdoppelung der Fördersumme auf 63,2 Mrd. ECU (davon 20 Mrd. ECU für ESF) zur Folge hatte. Die Grundsätze der Strukturfondsreform unter Kommissionspräsident Jacques Delors waren Konzentration, Programmplanung, Partnerschaft und Additionalität. Die Konzentration sah fünf Ziele vor: 1. rückständige Regionen, 2. Regionen im industriellen Abschwung, 3. Langzeitarbeitslosigkeit, 4. Jugendarbeitslosigkeit, 5a Agrarwirtschaft und 5b ländlicher Raum. Die Programmplanung war eine Verwaltungserleichterung, nach der keine Einzelvergabe für Projekte mehr geschah, sondern die Mittel an nationale oder regionale Programme anhand von gemeinschaftlichen Förderkonzepten und Operationellen Programmen ausgegeben wurden. Der Grundsatz Partnerschaft beinhaltete die Zusammenarbeit der Kommission bei der Durchführung und Überwachung der Programme sowie die Beteiligung von Wirtschafts- und Sozialakteuren in den Förderregionen. Die Additionalität besagt, dass die Förderung nicht als Ersatz für nationale Förderung, sondern als Ergänzung dieser hinzu addiert wird. Zudem konnte die Kommission nun Gemeinschaftsinitiativen in eigener Verantwortung einrichten. Für diese spezifischen Maßnahmen überregionaler Ordnung waren etwa 5 % des Fonds vorgesehen.
Mit dem Maastrichter Vertrag von 1993, der die Gründung der Europäischen Union beinhaltete, wurde eine weitere Stufe des Zusammenwachsens der Mitgliedsstaaten erreicht. In diesem Rahmen war in Deutschland die Lancierung von Gemeinschaftsinitiativen ein Beispiel für die Verstärkung der transnationalen Zusammenarbeit. In den Jahren 1991 bis 1994 wurden die Gemeinschaftsinitiativen EUROFORM, NOW und HORIZON aufgelegt.
- EUROFORM – Entwicklung und Umsetzung von Qualifikationsmaßnahmen für neue Technologien
- NOW – Förderung von Frauen zur Anpassung an Strukturveränderungen im Arbeitsmarkt
- HORIZON – Förderung der Integration von Menschen mit Behinderung und anderen soziokulturell benachteiligten Gruppen

Durch die Wiedervereinigung Deutschlands 1990 entstand ein großer Bedarf an Modernisierung und Umstrukturierung der Wirtschaft in Ostdeutschland. Circa 30 % der Fördermittel, die Ostdeutschland bis zum Ende der Förderperiode insgesamt erhielt, kamen aus dem ESF. Diese Fördergelder mussten von der Gemeinschaft zusätzlich bereitgestellt werden, da die Finanzierungsmittel für die Förderperiode 1989 bis 1993 bereits weitgehend verplant sind. Im Bereich des ESF wurden die Mittel, die für den Bund vorgesehen waren, der Bundesanstalt für Arbeit zur Finanzierung von Maßnahmen zugewiesen, die nach dem Arbeitsförderungsgesetz nicht förderfähig gewesen wären. Die den neuen Ländern direkt zugewiesenen ESF-Mittel unterstützten eine speziell auf die Bedürfnisse im jeweiligen Land zugeschnittene Arbeitsmarktpolitik.

### Fünfte Förderperiode: 1994–1999
Strukturpolitisches Förderinstrument schaffen, benachteiligte Menschen in den Arbeitsmarkt integrieren
Die Änderung des institutionellen Rahmens mit der Gründung der Europäischen Wirtschafts- und Währungsunion hatte auf die Strukturfonds ähnliche Auswirkungen wie die EEA zuvor. Die strukturschwächeren Länder hatten sozioökonomische Bedenken und forderten eine weitere Anhebung der Fondsmittel, welche dann auf ca. 141 Mrd. ECU aufgestockt wurden. Die Ziele der europäischen Strukturpolitik wurden angepasst, was sich auf die Maßnahmen des ESF auswirkte. In der Programmplanung wurden einheitliche Programmplanungsdokumente eingeführt, die die Genehmigung erleichtern sollten, in der Partnerschaft wurde der Kreis der Beteiligten erweitert und die Additionalität wurde an die jeweiligen nationalen Gesamtausgaben angepasst. Für die Bewertung der Förderung wurden eine ex ante-, eine begleitende und eine ex post-Bewertung eingeführt und der Fondsanteil für die Gemeinschaftsinitiativen auf ca. 9 % erhöht.
Der ESF setzte sich vor dem Hintergrund der Globalisierung der Wirtschaft ein neues Ziel: Durch die Qualifizierung der Arbeitskräfte und einen Wandel der Produktionssysteme die Anpassung an die wirtschaftliche Entwicklung vorausschauend zu fördern. Diese Reform war das Ergebnis der Entwicklung vom reinen Ausgleichsfonds zum strukturpolitischen Förderinstrument.
Zwei in Deutschland neu eingeführte Gemeinschaftsinitiativen Beschäftigung und ADAPT unterstützten transnationale Projekte im Bereich der Entwicklung von innovativen Ansätzen:
- Beschäftigung – Förderung der beruflichen Qualifizierung und Eingliederung von arbeitslosen Jugendlichen unter 20 Jahren.
- ADAPT – Förderung von Arbeitskräften, die aufgrund strukturell bedingter Veränderungen in ihrem Betrieb oder ihrer Branche von Arbeitslosigkeit bedroht sind. Später wurde die Initiative ausgeweitet, um auch Aspekte der Informationsgesellschaft einzubeziehen.

Neu formuliert wurde ein weiteres Ziel: Die Integration von Menschen, die vom Arbeitsmarkt weitgehend ausgeschlossen sind. Dazu gehören zum Beispiel Jugendliche und Menschen mit Behinderung. Letztere erhalten in den ESF-Projekten Unterstützung bei der Berufsausbildung, Wiedereingliederung oder Arbeitsplatzgestaltung. Die Gemeinschaftsinitiative Beschäftigung bündelte diese Zielvorstellungen. Sie sollte mit den bestehenden Aktionsbereichen HORIZON und NOW aus der letzten Förderperiode und den neuen Bereichen YOUTHSTART und INTEGRA verhindern, dass benachteiligte Menschen vom Arbeitsmarkt ausgegrenzt werden.

### Sechste Förderperiode: 2000–2006
Arbeitsmarktpolitik koordinieren, mit Unterstützung von Neugründungen neue Arbeitsplätze schaffen
Auf der Basis des Amsterdamer Vertrags 1997 wurde die Europäische Beschäftigungsstrategie beschlossen, an der sich das Wirken des ESF zukünftig ausrichten sollte. Sie richtete sich auf Beschäftigungsfähigkeit, Unternehmergeist, Anpassungsfähigkeit und Geschlechtergleichheit. Die Mittel des Fonds wurden auf 62,5 Mrd. € erhöht und die Ziele der Strukturförderung erneut angepasst. Etwa 70 % der ESF-Mittel gingen an Ziel 1, die Förderung der ärmsten Regionen, etwa 11,5 % an Ziel 2, der wirtschaftlichen und sozialen Umstellung in Regionen mit Strukturproblemen, und etwa 12,5 % an Ziel 3, der Anpassung und Modernisierung der Bildungs- und Beschäftigungspolitik in Nicht-Ziel-1-Regionen. Mit der Verordnung über die Operationellen Programme wurden die Prioritäten Aktive Arbeitsmarktpolitik, Soziale Eingliederung und Chancengleichheit sowie Lebenslanges Lernen gefördert.
Weil das Thema Beschäftigungspolitik inzwischen im Mittelpunkt der europäischen Politik stand, wurde der ESF zum wichtigsten Finanzinstrument, um die Mitgliedsstaaten bei Maßnahmen zu unterstützen, die durch Veränderungen auf dem Arbeitsmarkt notwendig wurden. Durch den ESF flossen ungefähr 10 % des EU-Gesamtbudgets in innovative Projekte, um Menschen den Zugang zu Arbeit zu ermöglichen, ihre Beschäftigung langfristig zu sichern oder neue Arbeitsplätze zu schaffen. Zu den wichtigsten Aktionsbereichen dieser Förderperiode gehörte die allgemeine und berufliche Bildung. Im Rahmen einer Politik des Lebenslangen Lernens kam dieser Schwerpunkt Menschen jeden Alters zugute. Ebenso bedeutend war die europaweit durchgeführte Gemeinschaftsinitiative EQUAL: Sie entwickelte neue Ideen, um Diskriminierungen jeglicher Art am Arbeitsmarkt zu überwinden, zum Beispiel wegen der Geschlechtszugehörigkeit, des ethnischen Ursprungs, der Religion oder Überzeugung, einer Behinderung, des Alters oder der sexuellen Orientierung. Erfolgreich erprobte Strategien wurden in der Gesetzgebung verankert. Mit dieser Initiative wurde ein einheitliches EU-Förderinstrument eingeführt, das innovative transnationale Projekte in allen Politikbereichen unterstützte, die durch die Pfeiler der Europäischen Beschäftigungsstrategie und die ESF-Leitlinien abgedeckt waren. EQUAL wurde in dieser Zeit als Innovationslabor des ESF bezeichnet.
Die Schwerpunkte des ESF in dieser Förderperiode lagen bei individueller Unterstützung für Qualifikation, Verbesserung der Bildungs- und Arbeitsverwaltung, Betreuungs- und Eingliederungsdiensten und Sensibilisierungs- und Informationsmaßnahmen. Als neues Element wurde die Mikroförderung eingeführt, die geringe Zuschüsse für NGOs gewährte.
Die Fördermittel des ESF waren Hilfen für einzelne Menschen. Doch die positive Wirkung ging oft über die Vorteile für Einzelne hinaus. Viele Programme unterstützten Arbeitslose bei der Verwirklichung von innovativen Ideen zur Geschäftsgründung. Weiterbildungen und Beratungen sorgten für eine hohe Erfolgsquote bei Neugründungen. Sie halfen damit, auch diese neuen Arbeitsplätze dauerhaft zu erhalten.

### Siebte Förderperiode: 2007–2013
Transnationale Zusammenarbeit stärken, berufliche und soziale Teilhabe für alle
In Reaktion auf die EU-Osterweiterung wurde der ESF abermals geändert. Zunächst wurden die Mittel auf etwa 75 Mrd. € angehoben. Die Ziele der Strukturpolitik wurden auf Konvergenz, regionale Wettbewerbsfähigkeit und Beschäftigung sowie territoriale Zusammenarbeit konzentriert. Die Aktionsfelder des ESF lagen bei den ersten beiden Zielen, nicht aber beim dritten Ziel, das aus der ehemaligen Gemeinschaftsinitiative INTERREG hervorgegangen ist. Über die ESF-Förderung sollte zudem das Gender Mainstreaming im Arbeitsmarkt vorangetrieben werden. Durch diese Verallgemeinerung der Ziele wurden die Strukturfonds EFRE und ESF theoretisch allen europäischen Regionen zugänglich. Dies stellte einen Kompromiss zwischen Nettozahler- und Nettoempfängerländern dar. Durch die statistische Bestimmung der Förderfähigkeit und der Strukturschwäche der neueren Beitrittsländer gegenüber den alten waren besonders Nettozahlerländer von der Förderung ausgeschlossen gewesen und so wurde mit der regionalen Wettbewerbsfähigkeit und Beschäftigung wieder ein eher personengruppenbezogenes Ziel gestärkt.

Das Motto lautete „In Menschen investieren“. Von 2007 bis 2013 wurden rund 75 Mrd. € aus dem ESF – fast 10 % des EU-Haushaltes – für Projekte zur Beschäftigungsförderung eingesetzt. Die Finanzierung wurde für sechs spezifische prioritäre Bereiche bewilligt:

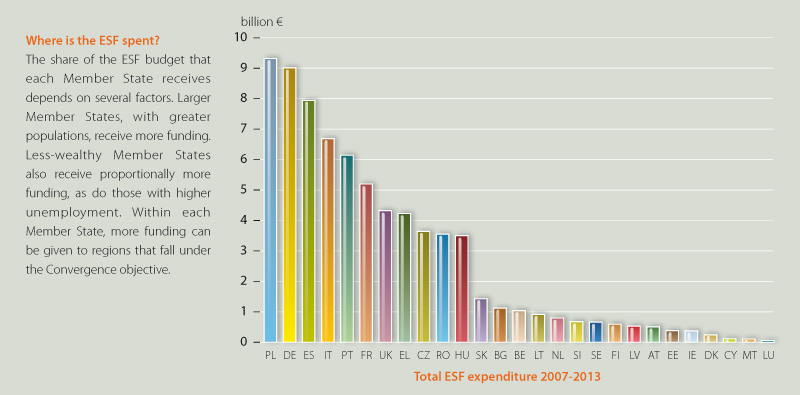
ESF-Zuschüsse pro Land

- Förderung des Humankapitals (34 % der Gesamtfinanzierung)
- Verbesserter Zugang zu Beschäftigung und Nachhaltigkeit (30 %)
- Verbesserung der Anpassungsfähigkeit von Arbeitnehmern und Firmen, Unternehmen und Unternehmern (18 %)
- Bessere soziale Eingliederung benachteiligter Personen (14 %)
- Stärkung der institutionellen Kapazitäten auf nationaler, regionaler und lokaler Ebene (3 %)
- Mobilisierung für Reformen in den Bereichen Beschäftigung und Eingliederung (1 %)

In den jeweiligen Regionen variierte die tatsächliche Verteilung der Mittel je nach den lokalen und regionalen Prioritäten. Alle sechs Prioritäten galten sowohl für die Ziele Konvergenz und regionale Wettbewerbsfähigkeit und Beschäftigung. Bei den Konvergenzregionen lag der Schwerpunkt jedoch meist auf der „Förderung des Humankapitals“.
In Deutschland verbesserten zahlreiche zielgruppenspezifische Programme die Beschäftigungssituation von 1,5 Millionen Menschen. Im Fokus standen dabei benachteiligte Personen wie Langzeitarbeitslose, Menschen mit Migrationshintergrund, Alleinerziehende oder Berufsanfänger, denn Chancengleichheit gehörte seit Jahren zu den zentralen Aspekten des ESF. Die Chancengleichheit von Frauen war eine weitere Priorität, die bei allen ESF-Maßnahmen berücksichtigt werden sollte.
Da die transnationale Zusammenarbeit weiterhin eine wichtige Rolle spielte, fanden die seit 2000 erfolgreich erprobten Ansätze der Gemeinschaftsinitiative EQUAL ebenfalls Eingang in die Programmplanung 2007 bis 2013. Berufliche Teilhabe war nicht für alle selbstverständlich. Das transnationale Programm „IdA – Integration durch Austausch“ bot benachteiligten Jugendlichen und jungen Erwachsenen deshalb die Chance, berufspraktische Erfahrungen im EU-Ausland zu sammeln. Mit Deutschland führten sieben weitere EU-Mitgliedsstaaten für benachteiligte junge Menschen transnationale Mobilitätsprogramme durch. Diese basierten auf einem im europäischen Lernnetzwerk „TLN Mobility“ entwickelten Projektaufruf mit Mindeststandards zu transnationalen Mobilitätsprogrammen.

### Achte Förderperiode: 2014–2020
Nachhaltiges Wachstum sicherstellen, Erfolge sichern und Benachteiligungen abbauen
Nach der Finanzkrise stellt insbesondere der Anstieg von Arbeitslosigkeit und Armut Europa vor neue Herausforderungen. Die Rolle des ESF wird weiter gestärkt: Als einer von fünf Europäischen Struktur- und Investitionsfonds (ESIF) soll er dazu beitragen, das Wachstum in den Mitgliedsstaaten zu stärken und zahlreiche neue Arbeitsplätze zu schaffen.
Die aktuelle Förderperiode ist eng ausgerichtet an der Europa-2020-Strategie für intelligentes, nachhaltiges und integratives Wachstum in der EU, den länderspezifischen Empfehlungen des Rates und den Zielen des Nationalen Reformprogramms. Dadurch sollen mehr und bessere Arbeitsplätze und eine Gesellschaft ohne soziale Ausgrenzung entstehen. Ein Kernziel ist die Bekämpfung der Jugendarbeitslosigkeit. Mit der Beschäftigungsinitiative für junge Menschen werden in Regionen mit einer Jugendarbeitslosigkeit von über 25 % Jugendliche unterstützt, die weder eine Arbeit haben noch eine schulische oder berufliche Ausbildung absolvieren. Die Bemühungen der Mitgliedstaaten, ihre Pläne zur praktischen Umsetzung der Jugendgarantie zu verwirklichen, werden mit mindestens 6,4 Mrd. EUR gefördert. Zudem fließen 20 % der ESF-Mittel in die soziale Eingliederung. Unterstützt werden Menschen mit besonderen Schwierigkeiten und Mitglieder benachteiligter Gruppen, damit sie bessere Chancen für eine Integration in die Gesellschaft haben.
Die Thematischen Ziele sind:
A: Förderung nachhaltiger und hochwertiger Beschäftigung und Unterstützung der Mobilität der Arbeitskräfte
B: Förderung der sozialen Inklusion und Bekämpfung von Armut und jeglicher Diskriminierung
C: Investitionen in Bildung, Ausbildung, und Berufsbildung für Kompetenzen und lebenslanges Lernen
D: Verbesserung der institutionellen Kapazitäten von öffentlichen Behörden und Interessenträgern und der effizienten öffentlichen Verwaltung.
Neu ist, dass die Mitgliedstaaten gemäß den europarechtlichen Vorgaben ihre finanziellen und materiellen Ziele in einem Leistungsrahmen verbindlich festlegen und mit Indikatoren unterlegen müssen. D.h. jedes ESF-Programm muss seine Ziele (z. B. Teilnehmerzahlen) definieren und diese auch erreichen. Die sogenannte Leistungsprüfung über die Erreichung der Ziele erfolgt 2019; eine abschließende Prüfung 2023. Zielverfehlungen können zu finanziellen Sanktionen führen.

## Der ESF in Deutschland 2014–2020

Das ESF-Logo des Bundes. Die Bundesländer haben eigene ESF-Logos.

In der aktuellen Förderperiode stehen für Deutschland rund 1/3 weniger Strukturfondsmittel und damit auch weniger ESF-Mittel zur Verfügung als in der letzten Förderperiode. Grund ist der gestiegene relative Wohlstand in Deutschland in der EU-28 gemessen an Indikatoren wie BIP pro Kopf, Arbeitslosigkeit etc. Die ESF-Mittel werden von Bund und Bundesländern separat verwaltet. Infolge der positiven Entwicklung der Wirtschaft und des Arbeitsmarktes erhalten Bund und Länder ESF-Mittel in Höhe von rd. 7,5 Mrd. Euro, die sich wie folgt verteilen:
- ESF-Programme des Bundes: rd. 2,689 Mrd. Euro (35,9 %).
- ESF-Programme der Länder: rd. 4,8 Mrd. Euro (64,1 %)

Die 25 ESF-Förderprogramme des Bundes werden unter Federführung des Bundesministeriums für Arbeit und Soziales von vier weiteren Bundesministerien umgesetzt: Bundesministerium für Wirtschaft und Energie, Bundesministerium für Bildung und Forschung, Bundesministerium für Familie, Senioren, Frauen und Jugend sowie Bundesministerium für Umwelt, Naturschutz, Bau und Reaktorsicherheit.

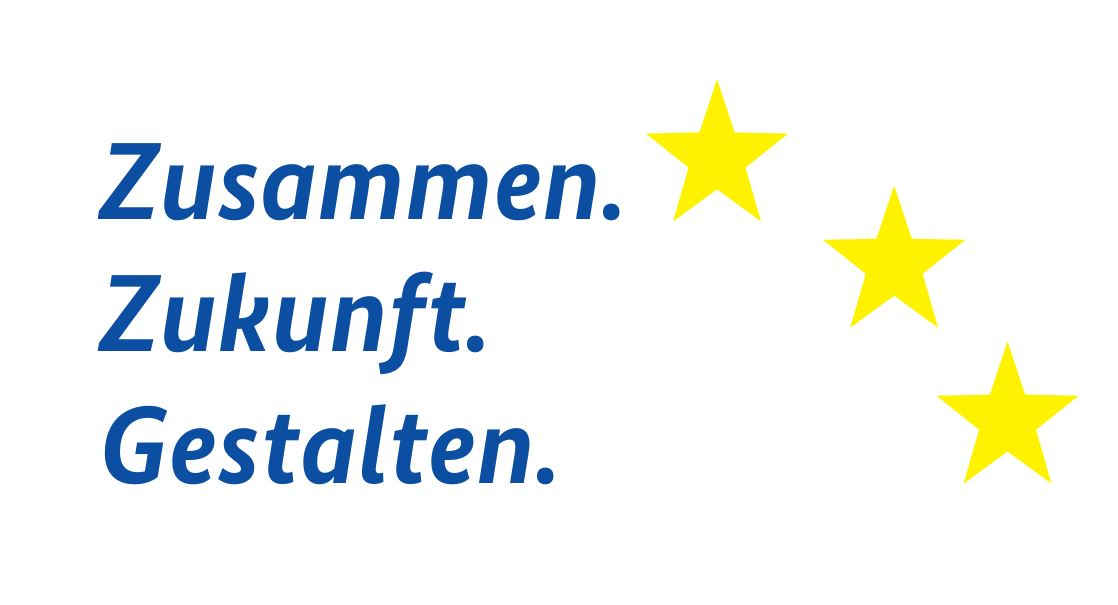
Motto der ESF-Förderperiode 2014–2020

In Deutschland fokussieren die ESF-Programme vor allem die Sicherung des Fachkräftebedarfs, die soziale Eingliederung und die Armutsbekämpfung. Die Gleichstellung von Frauen und Männern, diskriminierungsfreie Chancengleichheit und eine nachhaltige Entwicklung werden dabei als Querschnittsziele durchgängig berücksichtigt. Die ESF-Förderperiode 2014 bis 2020 steht daher in Deutschland unter dem Motto „Zusammen. Zukunft. Gestalten.“
Hauptzielgruppen sind
- benachteiligte junge Menschen, insbesondere auch ohne Schul- und Berufsabschluss,
- Langzeitarbeitslose,
- Frauen und Erwerbstätige, insbesondere solche mit geringer Qualifikation oder geringen Einkommen, sowie
- Personen mit Migrationshintergrund, v. a. in schwierigen Lebenslagen (z. B. Flüchtlinge).

Ein weiterer Schwerpunkt liegt schließlich im Bereich der Kleinst-, kleinen und mittleren Unternehmen (KMU). Existenzgründer und Unternehmer werden im Zusammenhang mit Wettbewerbsfähigkeit, Bestandssicherung und demografischen Wandel sowie Fachkräftesicherung beraten und unterstützt. Der ESF hilft somit die Beschäftigungs- und Anpassungsfähigkeit von KMU zu erhöhen oder wiederherzustellen und Arbeitsplätze zu sichern.

## Die Rolle des ESF in der politischen und strategischen Ausrichtung der EU
Die übergreifende Strategie der Europäischen Union ist die Europa-2020-Strategie für ein intelligentes, nachhaltiges und integratives Wachstum. Die europäische Wachstums- und Beschäftigungsstrategie EUROPA 2020 ersetzt die bisherige Lissabon-Strategie, die im Jahr 2010 auslief. EUROPA 2020 enthält konkrete Ziele, die in den nächsten Jahren in Bereichen wie Beschäftigung, Bildung, Energieverbrauch und Innovation erreicht werden müssen, um die Auswirkungen der Finanzkrise zu überwinden und Europa zukunftsfähig für die nächsten Jahre aufzustellen.
Zur Unterstützung der Europa-2020-Strategie werden mehrere finanzpolitische Instrumente genutzt. Dazu gehört die Kohäsionspolitik, die auf die Verringerung wirtschaftlicher und sozialer Ungleichheiten zwischen den Ländern und Regionen der EU gerichtet ist. Zu diesem Zweck werden Finanzmittel (Strukturfonds) aus dem EU-Haushalt – einschließlich des ESF – zur Förderung der wirtschaftlichen und sozialen Entwicklung der schwächer entwickelten Regionen eingesetzt.
Zur Unterstützung der vor dem Hintergrund der Globalisierung und der Alterung der Bevölkerung notwendigen Erhöhung der Wettbewerbsfähigkeit und der Beschäftigung bietet die Europäische Beschäftigungsstrategie den EU-Mitgliedstaaten einen Koordinationsrahmen zur Abstimmung der gemeinsamen Prioritäten und Ziele im Bereich der Beschäftigung. Diese gemeinsamen Prioritäten werden dann in den Beschäftigungsleitlinien festgehalten und in den Nationalen Reformprogrammen der einzelnen Mitgliedstaaten aufgegriffen. Die ESF-Finanzierung wird von den Mitgliedstaaten zur Förderung ihrer Nationalen Reformprogramme sowie ihrer Nationalen Strategischen Rahmenpläne (NSRP) eingesetzt, in denen die wichtigsten Einsatzbereiche für die Strukturfonds der EU in den Mitgliedstaaten festgelegt sind.

## Der ESF: Festlegung der Strategie
Der ESF wird im Rahmen von siebenjährigen Programmplanungszeiträumen umgesetzt. Die grundsätzliche strategische Ausrichtung zur Verwendung der ESF-Mittel und die finanzielle Ausstattung des ESF werden zwischen den EU-Mitgliedstaaten, dem Europäischen Parlament und der EU-Kommission ausgehandelt. In der Strategie werden die Ziele der ESF-Finanzierung festgelegt, die teilweise oder vollständig mit denen der anderen Strukturfinanzierungsmittel übereinstimmen. Der ESF-Finanzierungszyklus 2007–2013 hat folgende Ziele:
Das Ziel der regionalen Wettbewerbsfähigkeit und der Beschäftigung dient der Stärkung der regionalen Wettbewerbsfähigkeit, Beschäftigung und Investitionsstandorte.
Das Ziel der Konvergenz dient der Förderung von Wachstum und Beschäftigung in den am wenigsten entwickelten Regionen. Für dieses Ziel werden mehr als 80 % der Finanzierungsmittel des ESF eingesetzt.
Die Strategie enthält auch breiter gefasste „Prioritätsachsen“, in denen die zur Erreichung der Ziele notwendigen und förderfähigen Maßnahmen enthalten sind.

## Zuweisung der Finanzierungsmittel des ESF
Der Umfang der ESF-Finanzierungsmittel ist von Region zu Region unterschiedlich und hängt von deren relativem Wohlstand ab. Die EU-Regionen werden auf der Grundlage ihres regionalen BIP pro Kopf im Vergleich zum EU-Durchschnitt (EU mit 25 bzw. 15 Mitgliedstaaten) in vier Förderkategorien untergliedert und zwischen den beiden Zielen aufgeteilt.
Zum Ziel der Konvergenz gehören:
- Konvergenzregionen mit einem BIP pro Kopf von weniger als 75 % des Durchschnitts der EU-25
- Phasing-out-Regionen mit einem BIP pro Kopf von mehr als 75 % des Durchschnitts der EU-25, jedoch weniger als 75 % des Durchschnitts der EU-15

Zum Ziel der regionalen Wettbewerbsfähigkeit und der Beschäftigung gehören:
- Phasing-in-Regionen mit einem BIP pro Kopf von weniger als 75 % des Durchschnitts der EU-15 (im Zeitraum 2000–2006), jedoch mehr als 75 % des Durchschnitts der EU-15 (im Zeitraum 2007–2013)
- Wettbewerbs- und Beschäftigungsregionen, was sich auf alle anderen EU-Regionen bezieht

In Konvergenzregionen kann die Kofinanzierung von Projekten über den ESF bis zu 85 % der Gesamtkosten betragen. In Regionen der regionalen Wettbewerbsfähigkeit und Beschäftigung beträgt die Kofinanzierung in der Regel 50 %. In den wohlhabenderen Mitgliedstaaten und Regionen ergänzt die ESF-Finanzierung bestehende nationale Beschäftigungsinitiativen, wogegen sie in den weniger wohlhabenden Mitgliedstaaten die Hauptfinanzierungsquelle für Beschäftigungsinitiativen darstellen kann.

## Umsetzung des ESF
Während die Strategie auf EU-Ebene festgelegt wird, liegt die Umsetzung der ESF-Finanzierung in der Verantwortung der Mitgliedstaaten und der Regionen der EU. Nach der Vereinbarung der Strategie und der Mittelzuweisungen erfolgt die Programmplanung nach einem gemeinsamen Grundprinzip. Die Mitgliedstaaten und ihre Regionen planen gemeinsam mit der Europäischen Kommission die siebenjährigen Operationellen Programme (OP). In den Operationellen Programmen werden die geförderten Tätigkeitsfelder, die geographisch oder thematisch bestimmt sein können, beschrieben (Beispiel: „Operationelles Programm des Bundes“).
Die Mitgliedstaaten ernennen nationale ESF-Verwaltungsbehörden, die für die Auswahl der Projekte, die Auszahlung der Finanzmittel und die Evaluierung des Fortschritts sowie der Ergebnisse der Projekte verantwortlich sind. Zusätzlich werden Zertifizierungs- und Prüfungsbehörden ernannt, die die Einhaltung der Bestimmungen für den Einsatz der ESF-Mittel kontrollieren und sicherstellen.
Für die Auszahlung von Mitteln aus dem Fonds muss ein Mitgliedsstaat ein Gemeinschaftliches Förderkonzept (GFK) vorlegen, welches von der Kommission genehmigt werden muss. Das GFK enthält Strategie und Prioritäten des Staates für Aktionen mit dem Fonds, deren Ziele und ein anteilige Beteiligung der Fondsmittel neben anderen Finanzierungsquellen. Zur Durchführung des GFK ist mindestens ein Operationelles Programm zu erarbeiten, das ebenfalls von der Kommission genehmigt werden muss. Das OP definiert mehrjährige Maßnahmen, die aus mehreren Fonds finanziert werden können. Zur Verwaltungserleichterung können GFK und OP in ein Einheitliches Programmplanungsdokument zusammengefasst werden.

## ESF-Projekte
Die Umsetzung der ESF-Maßnahmen vor Ort erfolgt i. d. R. über Projekte, die – je nach ESF-Förderprogramm – von verschiedenen öffentlichen und privatwirtschaftlichen Trägern beantragt und durchgeführt werden. Dazu gehören nationale, regionale und lokale Behörden, Bildungs- und Weiterbildungseinrichtungen, Nichtregierungsorganisationen (NRO) und Freiwilligenverbände sowie Sozialpartner, beispielsweise Gewerkschaften, Betriebsräte, Gewerbe- und Berufsvereinigungen oder einzelne Unternehmen. Ein aktuelles Projekt ist in Österreich die Demografieberatung für Beschäftigte und Betriebe.

## Weiterführende Literatur
- Julian Dörr: Die europäische Kohäsionspolitik. Eine ordnungsökonomische Perspektive. De Gruyter, Berlin 2017, insbes. Kapitel 5.4.3 Kurze Geschichte der Kohäsionspolitik: Regionale Probleme werden europäisch, ISBN 3-11-048012-3.
- ESF-Programmbroschüre 2014–2020
- 60 Jahre ESF - Investitionen in Menschen
- Publikationen zum ESF
- Pressemitteilung der EU-Kommission: Nahezu 10 Millionen Europäer haben im Zeitraum 2007–2014 mithilfe des Europäischen Sozialfonds einen Arbeitsplatz gefunden
- Pressemitteilung der Vertretung der EU-Kommission in Deutschland: Kommission legt Weißbuch zur Zukunft Europas vor: Wege zur Wahrung der Einheit in der EU27